# Kyōhei Shimazaki
Kyōhei Shimazaki (japanisch 島崎 恭平 Shimazaki Kyōhei; * 4. September 1991 in Tama) ist ein ehemaliger japanischer Fußballspieler.

## Karriere
Shimazaki erlernte das Fußballspielen in der Schulmannschaft der Ryutsu Keizai University Kashiwa High School und der Universitätsmannschaft der Toin University of Yokohama. Seinen ersten Vertrag unterschrieb er 2014 bei FC Machida Zelvia. Der Verein spielte in der dritthöchsten Liga des Landes, der J3 League. 2015 wurde er mit dem Verein Vizemeister der J3 League und stieg in die J2 League auf. 2017 wechselte er zu FC Kariya. 2018 wechselte er zu Tokyo Musashino City FC. Ende 2018 beendete er seine Karriere als Fußballspieler.